# دافييد هورست
دافييد هورست (بالإنجليزية: David Horst)‏ (25 أكتوبر 1985 في الولايات المتحدة - ) هو لاعب كرة قدم أمريكي في مركز الدفاع. لعب مع ريال سالت ليك وهيوستن دينامو وبورتلاند تمبرز وPuerto Rico Islanders ‏ وVirginia Beach Piranhas ‏ وريدينغ يونايتد إيسي وAustin Aztex FC ‏.

## وصلات خارجية
- دافييد هورست على موقع الدوري الأمريكي (الإنجليزية)
- دافييد هورست على موقع قاعدة بيانات كرة القدم.إي يو (الإنجليزية)
- دافييد هورست على موقع AS.com (الإسبانية)